# Carl Bunzel
Carl Bunzel (* 13. März 1869 in Hamburg; † 24. Oktober 1929 ebenda) war ein deutscher Kaufmann und Abgeordneter der Hamburgischen Bürgerschaft.

## Leben
Bunzel war in der von seinem Vater gegründete Firma L.S.Bunzel kaufmännisch tätig, die ihren Schwerpunkt im Kaffeehandel hatte.
Während des Ersten Weltkrieges wurde er ehrenamtlich im hamburgischen Kriegsversorgungsamt als Leiter der Kaffeeabteilung tätig.
Bunzel gehörte von 1904 bis 1924 der Hamburgischen Bürgerschaft an, bis 1907 als Mitglieder der Fraktion der Linken, dann anschließend der Fraktion der Vereinigten Liberalen. Nach dem Krieg wurde er Mitglied der DDP.